# 飯田浩司のサウンドコレクション
飯田浩司のサウンドコレクション（いいだこうじのサウンドコレクション）とは、ニッポン放送製作NRN各局でナイター中継のない日に放送されていた音楽番組。パーソナリティはニッポン放送の飯田浩司アナウンサー。
通常は山本元気のサウンドコレクションまたは垣花正のサウンドコレクションを放送するが、2007年はニッポン放送アナウンサーの飯田浩司や吉田尚記が担当する回もある。

## 放送日
2007年
- 6月12日（火）
- 6月21日（木）

2008年
- 5月27日（火）
- 6月20日（金）
- 6月25日（水）

(※放送時間は各放送局により異なる。)

## 放送局
太字の局のみ6月12日と21日ともに放送。その他の局は6月21日のみ放送。
- STVラジオ
- RAB 青森放送
- IBC岩手放送
- ABS 秋田放送
- YBC 山形放送
- TBC 東北放送
- RFC ラジオ福島
- CRT 栃木放送
- IBS 茨城放送
- YBS 山梨放送
- SBC 信越放送
- BSN 新潟放送
- KNB 北日本放送
- MRO 北陸放送
- FBC 福井放送
- SBS 静岡放送
- 東海ラジオ
- KBS 京都放送
- MBS 毎日放送
- WBS 和歌山放送
- RSK 山陽放送
- RNC 西日本放送
- RCC 中国放送
- JRT 四国放送
- RNB 南海放送
- RKC 高知放送
- BSS 山陰放送
- KRY 山口放送
- KBC 九州朝日放送
- NBC 長崎放送
- OBS 大分放送
- RKK 熊本放送
- MRT 宮崎放送
- MBC 南日本放送
- ROK ラジオ沖縄

### 備考
- 2007年6月12日は火曜日とあってNRN系列でのナイター中継のネット局数は少なく、プロ野球の本拠地を抱える基幹ネット局では放送されていない（なお東北放送と中国放送は通常JRN系列のナイター中継を放送している。また栃木放送とKBS京都ラジオはナイター中継をしない）。また、製作局のニッポン放送も裏送りの形になっており、放送されていない。
  - 各局の差し替え状況は下記のとおりである。
    - STVラジオ:熱血!!ファイターズスタジアムスペシャル
    - ニッポン放送:松本秀夫とうえやなぎまさひこのプロ野球珍プレー大賞
    - 東海ラジオ:通常の月曜日のナイター時間枠の振替放送（6月11日がナイター中継だったため）
    - MBSラジオ:MBSラジオタイガースナイター スペシャル
    - KBCラジオ:夜はこれから!ホークス派宣言! SPECIAL
- 2007年6月21日の放送は木曜日でJRNとのクロスネット局でもNRN系列のナイター中継をネットしているためこれらの局でも放送されたほか基幹ネット局でも放送されたものの、ニッポン放送だけは「高嶋ひでたけと小口絵理子のリクエスト交流戦」を放送したため放送されず、前回とおなじくニッポン放送から裏送りの形となった。